# Muro di casse
Muro di casse è un romanzo scritto da Vanni Santoni e pubblicato nel 2015 dalla casa editrice Laterza nella collana “Solaris”.
Il romanzo, che ibrida la scrittura romanzesca pura con elementi di saggio e reportage, ma anche versi e cut-up, inaugura la collana Solaris e ha ottenuto un rapido successo di pubblico e critica. Muro di casse è scritto con un misto di prosa alta e dialoghi gergali e icastici: ambientato nel mondo dei free party e della musica elettronica underground, traccia per mezzo di tale scenario una mappa alternativa dell'Europa a cavallo degli anni novanta e duemila, con cui vengono raccontate le due generazioni vissute durante il cambio di millennio.